# Anthony Browne (auteur)
Pour les articles homonymes, voir Browne et Anthony Browne.
Anthony Browne, né à Sheffield (Angleterre) en 1946, est un auteur, dessinateur et illustrateur britannique. Il est auteur d'albums jeunesse. Il est lauréat du prestigieux prix international suédois, le Prix Hans Christian Andersen en 2000, dans la catégorie Illustration, pour l'ensemble de son œuvre.

## Biographie
Anthony Browne est né à Sheffield, dans le Yorkshire. Ses parents, Jack et Doris Browne, tenaient un pub près de Bradford, et c'est là qu'Anthony et son frère aîné Michael ont grandi. Quand il était jeune garçon, il adorait déjà peindre et dessiner, ce qu'il faisait souvent en compagnie de son père. À l'école, il pratique le rugby, mais aussi le football et le cricket. Il souhaite devenir journaliste, ou créateur de BD, ou encore boxeur.
Il étudie ensuite les arts graphiques au Leeds College of Art, dont il sort diplômé en 1967. La publicité, pour laquelle il a été formé, l'intéresse peu. Il devient alors assistant du dessinateur médical à l'Université de médecine de Manchester, qui produit des planches anatomiques. Cette activité lui permet de perfectionner sa technique de dessin du corps humain, et de combler son goût pour la peinture. Par la suite, il exercera une activité professionnelle dans le dessin publicitaire, mais il déteste cela.
Il se met alors à dessiner des cartes de vœux puis en 1976, il publie son premier livre, À travers le miroir, chez l'éditeur anglais Hamish Hamilton (en). Son personnage le plus connu est Marcel le chimpanzé gentil bousculé par des gorilles brutaux. Les histoires se passent en général en ville, dans la rue, dans un décor simple. Il aime dessiner les gorilles car il les trouve doux et sensibles. Il précisera même dans un de ses discours, que « Parfois, quand on me demande pourquoi je dessine des gorilles si souvent, je dis qu'ils me rappellent mon père, et c'est vrai ».
Il habite une ferme dans le Kent avec sa famille, où il joue au cricket, continue à dessiner des cartes de vœux pour préserver son indépendance créative, et sort de temps en temps un album, toujours chez l'éditeur de ses débuts.
Anthony Browne a reçu en 2000 le Prix Hans-Christian-Andersen d'illustration pour l'ensemble de son œuvre.
En 2021 et 2022, il est sélectionné pour le prestigieux prix suédois, le Prix commémoratif Astrid-Lindgren.

## Ouvrages
- Une Promenade au parc, Louvain-la-Neuve (Belgique), Duculot, 1977
- Ourson et les chasseurs, Paris, Kaléidoscope, 1979 ; et rééd.
- Anna et le gorille, Paris, Flammarion, 1983
- Marcel la Mauviette, Paris, Flammarion, 1984
- A calicochon, Paris, Flammarion, 1987
- Le tunnel, Paris, Kaléidoscope, 1989
- J’aime les livres, Paris, Kaléidoscope, 1989
- Ce que j’aime faire, Paris, Kaléidoscope, 1989
- Tout change, Paris, Kaléidoscope, 1990
- Un conte de Petit Ours, Paris, Kaléidoscope, 1990
- Le Livre de Petit Ours, Paris, Kaléidoscope, 1990
- Marcel la mauviette, Paris, Kaléidoscope, 1991
- Marcel et Hugo, Paris, Kaléidoscope, 1991
- Marcel le champion, Paris, Kaléidoscope, 1992
- Le Grand Bébé, Paris, Kaléidoscope, 1993
- Marcel le magicien, Paris, Kaléidoscope, 1995
- Marcel le rêveur, Paris, Kaléidoscope, 1997
- Une histoire à quatre voix, Paris, Kaléidoscope, 1998.  (Prix Sorcières pour cet album qui joue sur des points de vue différents d'un même événement dans un square).
- Mon papa, Paris, Kaleidoscope, 2000
- Il était une fois Léonard de Vinci, Paris, Casterman, 2000
- Les Tableaux de Marcel, Paris, Kaleidoscope, 2000
- A la fête foraine, Paris, Kaléidoscope, 2002
- Le jeu des formes, Paris, Kaléidoscope, 2003
- Dans la forêt profonde, Paris, Kaléidoscope, 2004
- Ourson et la ville, Paris, Kaléidoscope, 2004
- Ma maman, Paris, Kaléidoscope, 2005
- Billy se bile, Paris, Kaléidoscope, 2006
- Zoo, Paris, Kaléidoscope, 2009

## Prix et distinctions
- Médaille Kate-Greenaway[5] 1983 pour Anna et le gorille
- Prix Kurt Maschler (en) 1983 pour Anna et le gorille
- (international) « Honour List » 1984[6] de l' IBBY, catégorie Illustration, pour Hansel et Gretel (texte des frères Grimm)
- Deutscher Jugendliteraturpreis du livre illustré 1985, pour Des invités bien encombrants, texte de Annalena MacAfee
- "Mention" Premio Grafico Fiera di Bologna per l'Infanzia de la Foire du livre de jeunesse de Bologne 1987[7] pour  Piggybook (A calicochon)
- Prix Kurt Maschler (en) 1988 pour Alice au pays des merveilles, texte de Lewis Carroll
- "Mention" Premio Grafico Fiera di Bologna per la Gioventù de la Foire du livre de jeunesse de Bologne 1990[8] pour ses illustrations de Alice au pays des merveilles de Lewis Carroll
- Médaille Kate-Greenaway[5] 1992 pour Zoo
- Prix Kurt Maschler (en) 1998 pour Une histoire à quatre voix
- Prix Sorcières[9] 1999, catégorie Album, pour Une histoire à quatre voix
- Prix Hans Christian Andersen Illustration, en 2000 pour l’ensemble de son œuvre.
- Prix Bernard Versele 2006 pour Ourson et la Ville
- Finaliste Médaille Kate-Greenaway 2011[10] pour ses illustrations de Me and You (auteur du texte également)
- Children's Laureate[11], Royaume-Uni, 2009-2011, pour l'ensemble de son œuvre.
- Finaliste Médaille Kate-Greenaway 2016[12] pour ses illustrations de Les histoires de Marcel  (Willy’s Stories) (auteur du texte également)
- Sélection pour le Prix commémoratif Astrid-Lindgren 2021 et 2022[4]

### Source
- Vikidia
- Notices d'autorité :   - VIAF
  - ISNI
  - BnF (données)
  - IdRef
  - LCCN
  - GND
  - Japon
  - CiNii
  - Espagne
  - Belgique
  - Pays-Bas
  - Pologne
  - Israël
  - NUKAT
  - Catalogne
  - Canada
  - Australie
  - Norvège
  - WorldCat
- Ressources relatives à la littérature :   - British Council
  - Internet Speculative Fiction Database